# 福井市宝永小学校
福井市宝永小学校（ふくいし ほうえいしょうがっこう）は、福井県福井市松本3丁目にある公立小学校。

## 沿革
- 1872年（明治5年）神明校、不動校、葉室校を設置。
- 1873年（明治6年）神明校授業開始。
- 1874年（明治7年）吾妻校設置。葉室校改築。
- 1878年（明治11年）源泉校設立。
- 1879年（明治12年）源泉校授業開始。
- 1887年（明治20年）原泉校、含英校、葉室校の三校を合併し、宝永小学校と改称。
- 1941年（昭和16年）宝永国民校と改称。
- 1947年（昭和22年）宝永小学校と改称。12月22日、松本下町の新校舎へ移転。

## 校訓
「原泉」

原泉混々不舎畫夜

福井藩16代藩主松平春嶽直筆の原泉校命名の書「原泉混々不舎昼夜（げんせんこんこんとしてちゅうやをおかず）」が残されている。原泉校は宝永小学校の前身のひとつであり、これを校訓として引き継いだ。「力の泉が尽きることなく湧き出してくる」ような活力あふれる学校生活をめざす。

## 移転
福井市は太平洋戦争で空襲を受けたため、終戦後に都市計画復興事業を実施した。そのなかで、市内の小学校については、13学区とすること、将来の市域発展を考慮して、宝永、進放、旭の3校を郊外へ移転すること、校地は一校当たり約5,000坪、学級数はおおむね30とすることが決められた。これにより宝永小学校は、昭和22年12月22日に、宝永中町から新たに二階建校舎1棟12教室が竣工した現在地（当時の松本下町）へ移転した。だが、民家の立退きも未完了で、校地も未整備という慌ただしい状況であった。昭和27年度校地整理費予算下調書には、校地の区画を鮮明にすること、未整備の墓地を早急に整備することが要望として記載されており、校地が現在のようになるまでにかなりの日時を要したことが分かる。その後も、水番小屋の移転整地や、学校北側の用水の埋立てと校地の境界線の問題が未解決のまま残された。

## 岩佐又兵衛の墓跡

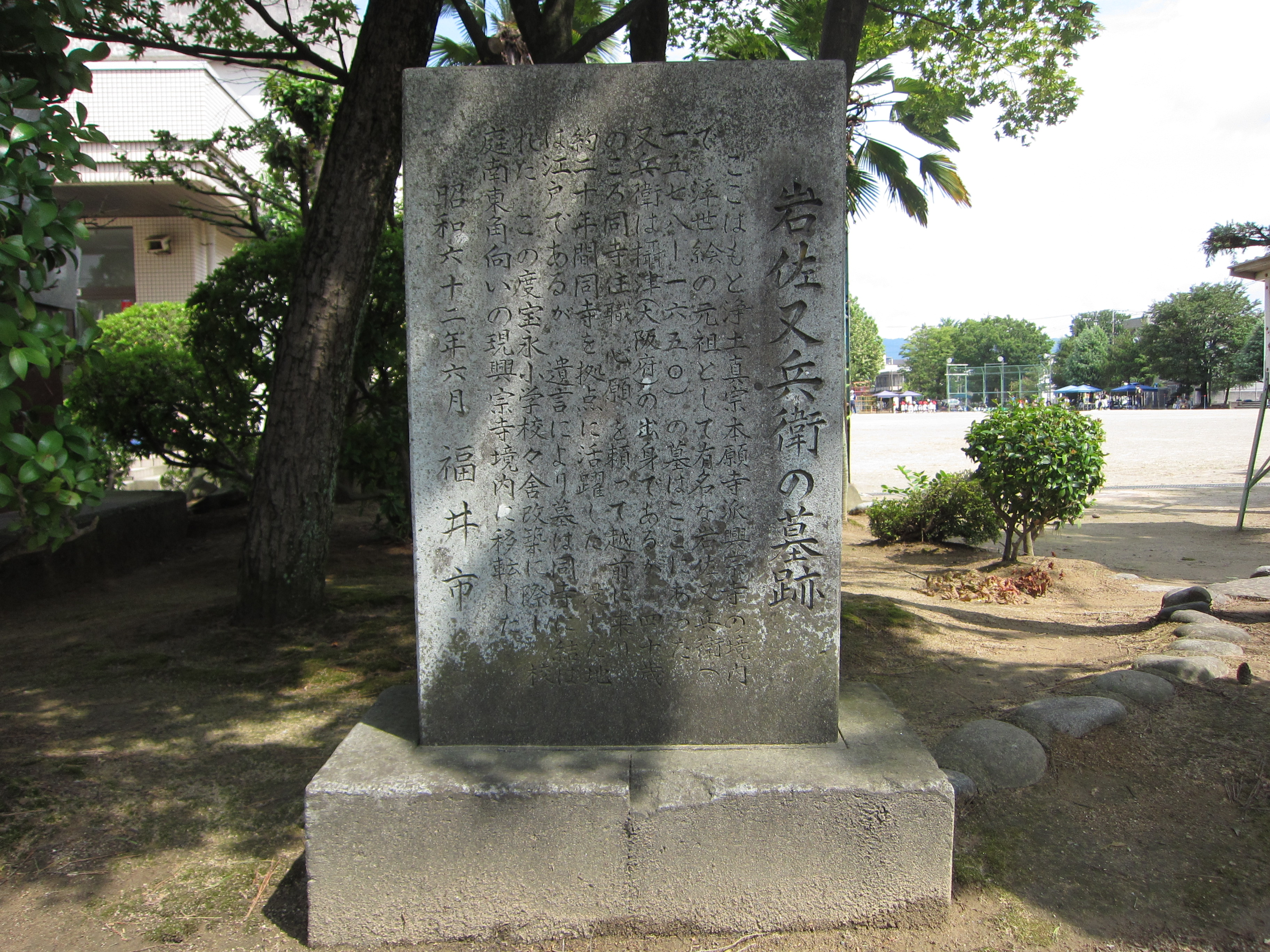
岩佐又兵衛の墓跡

江戸時代初期の絵師で、浮世絵の創始者とされる岩佐又兵衛の墓が、かつて敷地内にあった。岩佐又兵衛は摂津国河辺郡伊丹（現在の兵庫県伊丹市伊丹）の生まれだが、40歳のころに松平忠直に招かれて北庄（現福井市）に移住し、20余年をこの地で過ごした。その後、二代将軍徳川秀忠の招きにより江戸に移住しその地で没したが、墓は遺言により遺族の住む北庄にあるゆかりの興宗寺に建てられた。戦後、興宗寺が隣接する現在地へ移転し、宝永小学校が養浩館敷地から現在地へ移転したあとも、墓だけがそのまま残された。1987年（昭和62年）の宝永小学校改築工事の際に現在の興宗寺へ移され、墓のあった場所には「岩佐又兵衛の墓跡」の碑が建てられた。

## 周辺施設
- 養浩館庭園
- 福井市立郷土歴史博物館
- 神明神社
- 興宗寺（岩佐又兵衛墓所）

## 著名な出身者
- 石田和外（裁判官、剣道家）
- 川縁清志（歌手、アコースティックギター、歌う応援隊ヒトミリリィのメンバー）
- 小松長生（音楽家、指揮者）
- 榊原仟（医学者）
- 森隆志（国土交通技官）[2]

## アクセス
- えちぜん鉄道三国芦原線
  - 西別院駅から徒歩5分。
- 京福バス
  - すまいる 北ルート（田原・文京方面）「西別院駅」から徒歩3分。
  - 20 幾久・新田塚線（幾久先回り）「松本二丁目」から徒歩5分。
  - 32 丸岡線（町屋町経由）「松本二丁目」から徒歩5分。
  - 57 心臓センター町屋線「松本二丁目」から徒歩5分。
- JR西日本・ハピラインふくい・えちぜん鉄道・福井鉄道
  - 福井駅から徒歩18分。